# Nioh 2
Nioh 2 (仁王2, Niō Tsū) est un jeu vidéo de type action-RPG développé par Team Ninja, sorti le 13 mars 2020 sur PlayStation 4. Il est la suite de Nioh, sorti en février 2017 sur PlayStation 4. Une version améliorée intitulée Nioh 2: Complete Edition sort le 5 février 2021 sur Windows et PlayStation 5.

## Histoire
L'histoire de Nioh 2 se situe avant le premier épisode, en 1555, au Japon, durant l'ère Sengoku. Contrairement au premier jeu qui avait un personnage bien établi, le joueur doit ici créer son personnage.

## Accueil

### Critique
Nioh 2 reçoit un accueil critique « généralement favorable », l'agrégateur Metacritic lui donnant la note de 85/100.

### Ventes
En mai 2020, le jeu s'était vendu a plus d'un million d'exemplaires.
Le 28 mai 2025, Koei Tecmo annonce que la franchise Nioh a dépassé le palier commercial des 8 millions d'exemplaires écoulés dans le monde. En seulement deux épisodes, elle représente donc la franchise la mieux vendue dans l'histoire de l'éditeur, malgré des ventes totales en deçà de celles des franchises Nobunaga's Ambition (10 millions depuis 1983) et Dynasty Warriors (22 millions),.